# Norbert Himmler

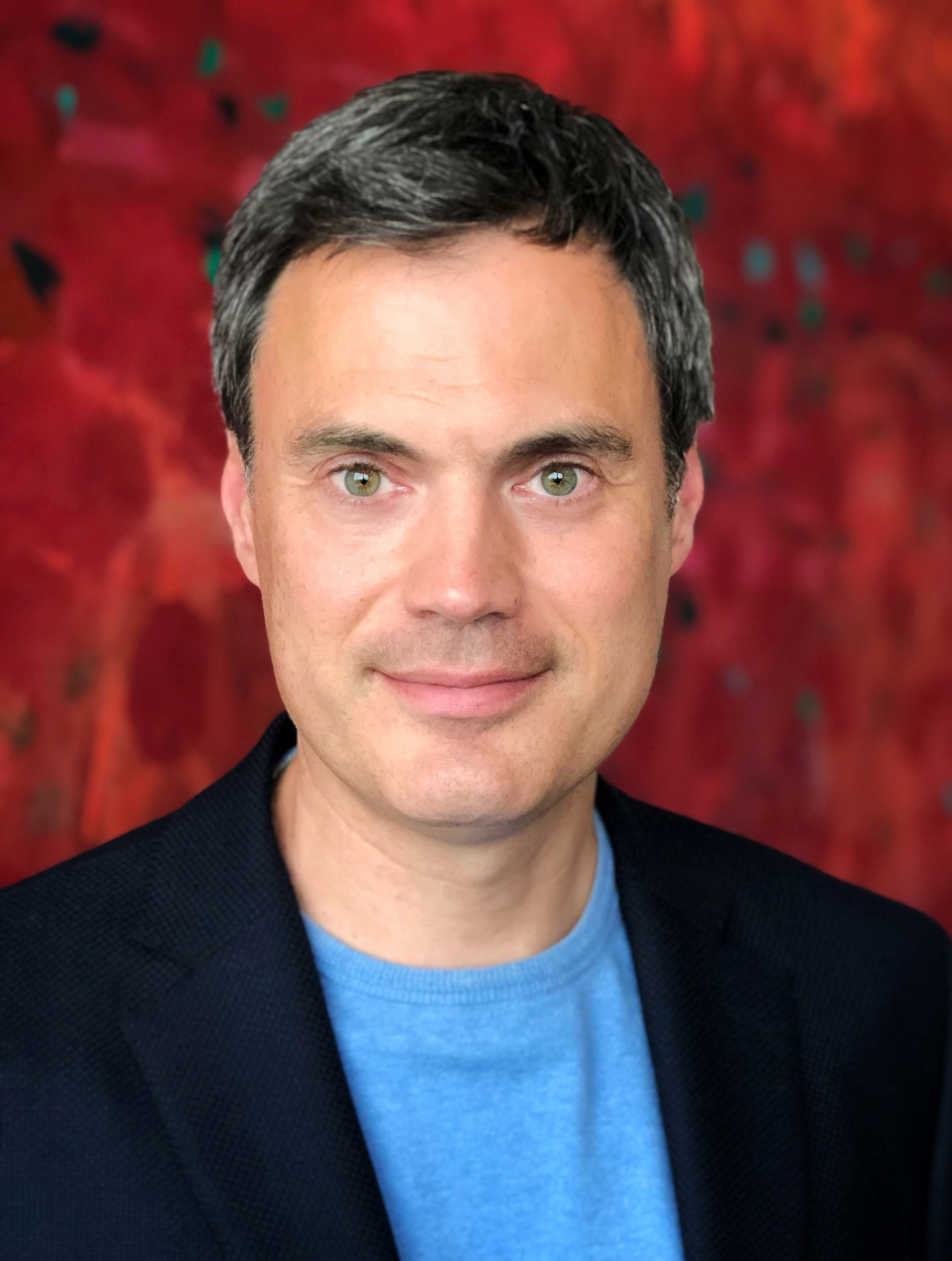
Norbert Himmler (2019)

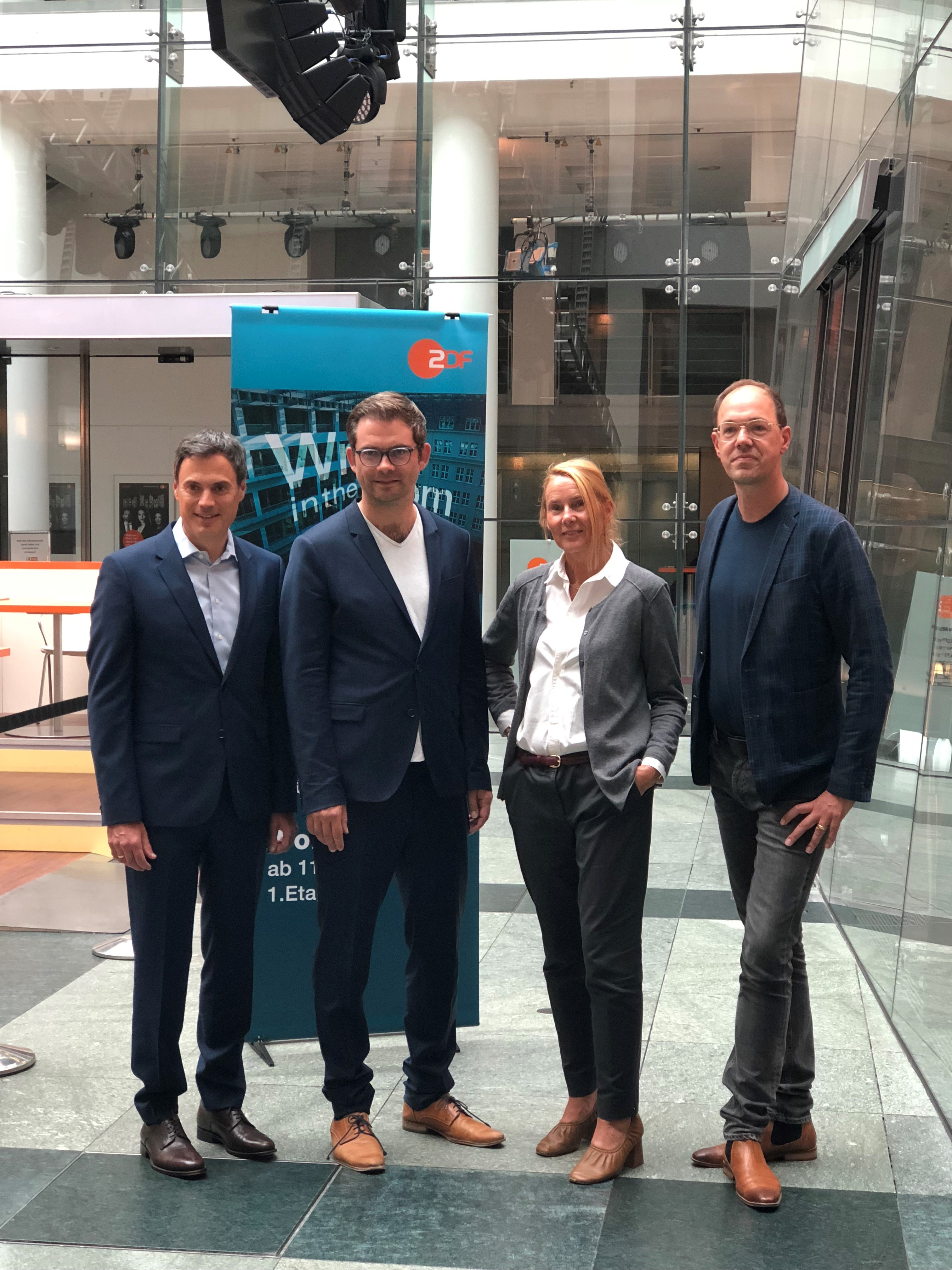
Norbert Himmler (links) im ZDF-Hauptstadtstudio Berlin bei der Veranstaltung „Writers in the Room“ von ZDF und Verband Deutscher Drehbuchautoren (2019); Mit Christian Lex, Heike Hempel, Frank Zervos

Norbert Himmler (* 24. Januar 1971 in Mainz) ist ein deutscher Medienmanager und Journalist. Er ist Intendant des ZDF. Vor seinem Amtsantritt als Intendant im März 2022 war er beim ZDF bereits als Medienmanager, Journalist und Redakteur tätig, zuletzt von 2012 bis 2022 als Programmdirektor.

## Leben
Himmler wuchs in Mainz auf. Sein Vater Robert war als Polizeibeamter Leiter der Bereitschaftspolizei – Rheinland-Pfalz, seine Mutter war Apothekerin.

### Studienzeit
Himmler studierte von 1991 bis 1996 Germanistik und Politikwissenschaft an der Johannes Gutenberg-Universität Mainz. Nach Abschluss des ersten Staatsexamens wurde er 1999 am Geschwister-Scholl-Institut für Politische Wissenschaft der Ludwig-Maximilians-Universität München für eine Analyse der britischen Außenpolitik von 1989 bis 1990 promoviert.

### Stationen beim ZDF (1997–2012)
Im ZDF war er zunächst als studentische Aushilfskraft tätig, ab 1997 arbeitete er als freier Mitarbeiter in der heute-Redaktion. Nach seinem Redaktionsvolontariat von 1998 bis 1999 arbeitete er unter anderem beim Länderspiegel und in der Planungsredaktion. 2002 wurde Himmler Referent des damaligen Chefredakteurs Nikolaus Brender und übernahm im selben Jahr die Leitung der Planungsredaktion. 2008 wurde er Leiter der Hauptredaktion Spielfilm. 2009 übernahm er zusätzlich die Leitung von ZDFneo. Ziel des neuen Senders war, das ZDF auch für jüngere Zuschauer interessanter zu machen.

### ZDF-Programmdirektor (2012–2022)
Auf Vorschlag von Intendant Thomas Bellut und Bestätigung durch den ZDF-Verwaltungsrat wurde Himmler zum 1. April 2012 zum Programmdirektor des ZDF berufen. In dieser Funktion verantwortete er das fiktionale Programm, Shows, Musik- und Comedysendungen, das Kinderprogramm sowie Kultur, Geschichte und Wissenschaft des ZDF. In seinem Verantwortungsbereich lagen zudem der Sender ZDFneo, die Zulieferungen des ZDF zum Kinderkanal sowie seit 2017 die Federführung des Kulturkanals 3sat.
Am 5. April 2014 verkündete Himmler die Einstellung der Sendung Wetten, dass..? zum Dezember des Jahres aufgrund von „Veränderungen im Showbereich“ und sinkender Zuschauerzahlen. Noch 2013 hatte er im „log-in“-Magazin in ZDFinfo eine gegenteilige Meinung geäußert, Wetten, dass..? sei immer noch eine der „großen Marken“ in der deutschen Fernsehlandschaft. Zwischenzeitlich hatte die Sendung jedoch weiter an Zuschauerzuspruch verloren.
2018 vereinbarte er mit France Télévisions und Rai – Radiotelevisione Italiana die European Alliance für die Produktion gemeinsamer europäischer Serien. Im April 2019 vereinbarten BBC und ZDF unter den Programmverantwortlichen Charlotte Moore und Himmler eine umfangreichere Zusammenarbeit bei gemeinsamen Fernsehprojekten.
Im Februar 2019 startete das ZDF die digitale Kulturplattform ZDFkultur gemeinsam mit deutschen Kulturinstitutionen. Für den Start wurden insgesamt 35 Kulturpartnerschaften u. a. mit der Alten Pinakothek München, dem Städel in Frankfurt und der Stiftung Preußischer Kulturbesitz vereinbart.

### ZDF-Intendant (seit 2022)
Am 2. Juli 2021 wurde Norbert Himmler im dritten Wahlgang vom ZDF-Fernsehrat mit 57 der 60 Stimmen zum Intendanten gewählt. Seine Mitbewerberin Tina Hassel hatte zuvor ihre Kandidatur zurückgezogen. In den ersten beiden Wahlgängen konnte Himmler mit 34:24 und 32:28 zwar mehr Stimmen auf sich vereinigen als Hassel, erreichte aber die erforderliche Drei-Fünftel-Mehrheit nicht. Hassel galt bei der Wahl als Favoritin des SPD-nahen „roten Freundeskreises“ innerhalb des Fernsehrates, während Himmler als Favorit des CDU-nahen „schwarzen Freundeskreises“ galt. Als Nachfolger von Thomas Bellut übernahm Himmler sein Amt zum 15. März 2022. Als Intendant des ZDF ist er überdies Mitglied des Aufsichtsrates der Aktion Mensch.
Seit April 2022 ist er als einer der Vertreter des ZDF Mitglied im Verwaltungsrat des Deutschlandradios.
Himmler erhält für seine Tätigkeit als ZDF-Intendant eine Vergütung von  372.000 Euro pro Jahr, Aufwandsentschädigungen und weitere Bezüge nicht eingerechnet.

## Privates
Norbert Himmler ist verheiratet, hat zwei Kinder, eine Tochter und einen Sohn, und lebt in der Nähe von Mainz. Er ist laut eigener Aussage mit Heinrich Himmler „weder verwandt noch verschwägert“.

## Veröffentlichung
- Zwischen Macht und Mittelmaß: Großbritanniens Außenpolitik und das Ende des Kalten Krieges. Akteure, Interessen und Entscheidungsprozesse der britischen Regierung 1989/90. (Dissertation) Band 6 der Schriftenreihe Zeitgeschichtliche Forschungen, Duncker & Humblot, Berlin 2001, ISBN 978-3-428-10123-8.[26]